# Alberto Puello
Alberto Puello est un boxeur dominicain né le 22 juillet 1994 à San Juan de la Maguana.

## Carrière
Passé professionnel en 2015, il remporte le titre vacant de champion du monde des poids super-légers WBA le 20 août 2022 après sa victoire aux points contre Botirzhon Akhmedov mais il est déclaré champion au repos le 10 mai 2023 à la suite d'un test antidopage positif.
Puello redevient champion du monde des poids super-légers le 1er mars 2025 après sa victoire aux points contre l'Espagnol Sandor Martin pour le titre WBC mais perd son titre dès le combat suivant le 12 juillet 2025, par décision majoritaire aux points, contre Subriel Matías.